# Don't Go Breaking My Heart
Don't Go Breaking My Heart è un brano musicale cantato in duetto da Elton John e Kiki Dee. Il brano fu scritto da Elton John e Bernie Taupin, sotto gli pseudonimi di "Ann Orson" e "Carte Blanche", ed intesa come una affettuosa presa in giro dello stile dell'etichetta Motown, ed in particolar modo dei vari duetti registrati da Marvin Gaye.
Come alcuni singoli registrati da Elton John negli anni settanta, la canzone non fu mai inclusa in alcun album, se non nei vari greatest hits pubblicati in seguito, come Elton John's Greatest Hits Volume II del 1977 o Elton John's Greatest Hits 1970-2002 del 2002.
Don't Go Breaking My Heart fu il primo numero uno di Elton John nel Regno Unito, dove rimase per ben sei settimane nel 1976. Il singolo raggiunse anche la vetta della Billboard Hot 100 per quattro settimane, ed ottenne successo in quasi tutto il mondo, compreso un terzo posto in Italia.
La B-side del singolo, Snow Queen, fu scritta e dedicata a Cher (grande amica di Elton).
Nel 1985 John e Dee eseguirono il brano davanti alla folla del Wembley Stadium durante la manifestazione Live Aid.

## Tracce
Lato A
1. Don't Go Breaking My Heart - Elton John e Kiki Dee - 4:23

Lato B
1. Snow Queen - Elton John - 5:50

## Classifiche
| Classifica (1976) | Posizione più alta |
| ----------------- | ------------------ |
| Svizzera          | 4                  |
| Austria           | 8                  |
| Svezia            | 3                  |
| Norvegia          | 5                  |
| Italia            | 3                  |
| Canada            | 1                  |
| Australia         | 1                  |
| Regno Unito       | 1                  |
| Billboard Hot 100 | 1                  |

## Versione di Elton John e RuPaul
Nel 1993 Don't Go Breaking My Heart fu registrata nuovamente da Elton John, stavolta in duetto con la drag queen statunitense RuPaul.
Il singolo prodotto da Giorgio Moroder, riarrangiato in una nuova chiave dance, conobbe nuovamente un discreto successo internazionale.
Particolarmente celebre in questa nuova versione, fu il video diretto da Randy Barbato & Fenton Bailey, nel quale Elton John e RuPaul interpretavano numerose coppie celebri, fra cui Cesare e Cleopatra, Sonny & Cher, Danny (John Travolta) e Sandy (Olivia Newton-John) del film Grease e la coppia presente sul celebre quadro American Gothic.

### Tracce
1. Don't Go Breaking My Heart - 4:59
2. Donner pour donner - Elton John e France Gall - 4:25
3. A Woman's Needs - Elton John & Tammy Wynette - 5:16

### Classifiche
| Classifica (1994) | Posizione più alta |
| ----------------- | ------------------ |
| Svizzera          | 28                 |
| Austria           | 25                 |
| Francia           | 30                 |
| Paesi Bassi       | 34                 |
| Australia         | 45                 |
| Nuova Zelanda     | 39                 |
| Italia            | 18                 |
| Regno Unito       | 7                  |

## Altre cover
Elton John ha reinterpretato il brano anche insieme alle Spice Girls nel corso della trasmissione An Audience with Elton John. Don't Go Breaking My Heart è stato registrato anche da Jesse McCartney e Anne Hathaway per la colonna sonora del film Ella Enchanted - Il magico mondo di Ella. Il brano è anche presente come sigla di coda del film Chicken Little. È stato inoltre reinterpretato da Lea Michele e Cory Monteith nell'episodio "Duets", quarto della seconda stagione di Glee.